# William Pennington

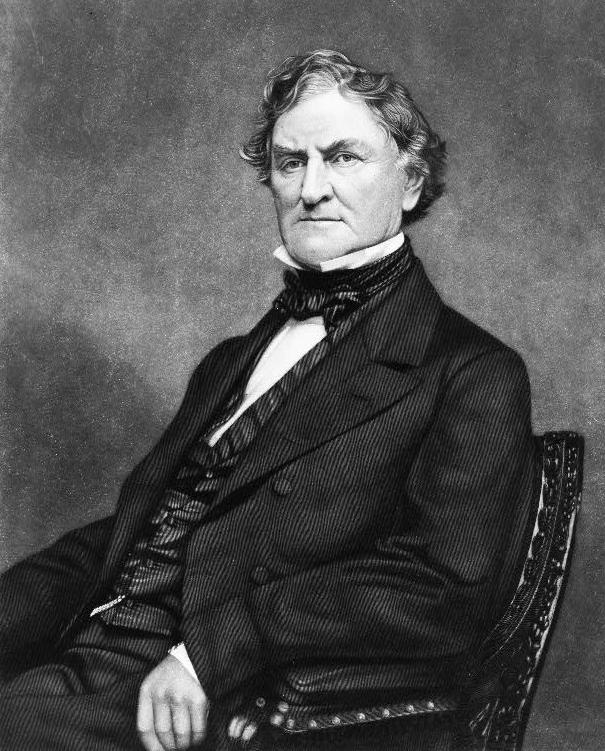
William Pennington

William Pennington, född 4 maj 1796 i Newark, New Jersey, död där 16 februari 1862, var en amerikansk politiker. Han var talman i USA:s representanthus 1860-1861.
Han var son till William Sanford Pennington som var guvernör i New Jersey 1813-1815.
Pennington utexaminerades 1813 från College of New Jersey (numera Princeton University) och studerade därefter juridik under Theodore Frelinghuysen. Pennington var guvernör i New Jersey för whigpartiet 1837-1843.
USA:s president Millard Fillmore utnämnde honom till Minnesotaterritoriets guvernör men Pennington tackade nej till utnämningen. Efter whig-partiets nedgång bytte han parti till republikanerna och representerade New Jerseys 5:e distrikt i representanthuset 1859-1861 och under sin enda mandatperiod i kongressen avancerade till talman som kompromisskandidat efter flera månaders misslyckade försök i representanthuset att välja ny talman. Talmannen Pennington lyckades inte bli omvald till kongressen.
Penningtons grav finns på Mount Pleasant Cemetery i Newark.